# Fundação Theatro Municipal de São Paulo
A Fundação Theatro Municipal de São Paulo é uma instituição de direito público vinculada à Prefeitura do Município de São Paulo. Foi criada em 2011 com o objetivo de administrar um complexo de equipamentos culturais, corpos artísticos e escolas de formação em música e dança ligados ao Theatro Municipal de São Paulo.

## História
A fundação foi instituída em 27 de maio de 2011 através da Lei 15.380 e regulamentada em 19 de junho pelo decreto nº 53.225. O objetivo de sua criação foi de dar mais autonomia administrativa, financeira, patrimonial e artística ao Theatro Municipal e aos corpos artísticos e instituições a ele ligados.
Os recursos da fundação vêm majoritariamente da Secretaria Municipal de Cultura de São Paulo e são complementados através da cobrança de ingressos, convênios, doações, patrocínio, entre outras fontes.
Em 2016 a FTMSP esteve ligada a escândalos de corrupção durante a gestão do Instituto Brasileiro de Gestão Cultural, organização social responsável por gerir as atividades do Theatro Municipal. Após investigação e intervenção da prefeitura, a empresa foi afastada das atividades do teatro. Desde 2017 o Instituto Odeon foi qualificado pela FTMSP para gerir as atividades do Theatro Municipal.

## Administração
São de responsabilidade da Fundação Theatro Municipal a gestão dos seguintes corpos artísticos, espaços e instituições:
- Theatro Municipal de São Paulo
- Orquestra Sinfônica Municipal de São Paulo
- Coro Lírico Municipal de São Paulo
- Balé da Cidade de São Paulo
- Coral Paulistano Mário de Andrade
- Orquestra Experimental de Repertório
- Quarteto de Cordas da Cidade de São Paulo
- Praça das Artes
- Sala do Conservatório
- Escola de Dança de São Paulo
- Escola Municipal de Música de São Paulo
- Central Técnica de Produções Artísticas Chico Giacchieri, onde são confeccionados e armazenados os figurinos e cenários das óperas produzidas no Theatro Municipal.[4]